# 우리공화당 (2020년)
우리공화당(우리共和黨, 영어: Our Republican Party)은 대한민국의 극우 정당이다. 2017년 8월 대한애국당으로 창당되었고, 이후 우리공화당으로 당명을 바꾼 2020년 3월 3일에 우리공화당과 자유통일당의 합당을 통해 자유공화당으로 변경하였으나, 공동대표였던 김문수의 이탈로 인하여 다시 우리공화당으로 당명을 환원하였다.

## 역사
조원진 우리공화당 대표, 김문수 자유통일당 대표는 2020년 2월 20일에 서울특별시 여의도에 위치한 국회의사당 정론관에서 열린 기자회견을 통해 우리공화당과 자유통일당 간의 통합에 원칙적으로 합의하고 통합추진위원회를 구성한다고 밝혔다. 조원진 우리공화당 대표, 김문수 자유통일당 대표는 우리공화당과 자유통일당 간의 통합이 "문재인 정권 퇴진, 보수주의 체제 수호, 박근혜 전 대통령 탄핵의 진실 규명을 위한 태극기 세력·보수 세력의 통합"임을 표명했다. 우리공화당은 원래 2020년 2월 22일에 자유통일당과 함께 서울역에서 박근혜 탄핵 반대 집회(태극기 집회)를 개최할 예정이었으나 대한민국의 코로나19 범유행의 여파를 고려하여 취소했으며, 2월 29일·3월 1일에 예정되어 있던 집회도 취소했다.
2020년 2월 24일에 우리공화당과 자유통일당 간의 통합추진위원회가 구성되면서 통합 과정이 진행되었다. 2020년 3월 3일에는 조원진 우리공화당 대표, 김문수 자유통일당 대표가 서울 여의도에 위치한 국회의사당 정론관에서 《자유공화당 출범 선언문》을 낭독하면서 자유공화당 창당을 선언했다. 이 과정에서 기존의 우리공화당·자유통일당 소속 당원들 이외에 서청원 무소속 의원이 합류했다. 2020년 3월 4일에는 미래통합당 공천에서 탈락한 김순례 미래통합당 최고위원이 자유공화당에 합류하였다. 그러나 김문수 공동대표가 공천권 갈등으로 인해 2020년 3월 22일에 탈당하였으며, 이에 당명도 우리공화당으로 다시 환원하였다.
2020년 4월 15일에 실시된 대한민국 제21대 국회의원 선거에서는 지역구 후보 41명, 비례대표 후보 15명이 출마하였으나 전원 낙선하여 원외정당이 되었다.

## 지도부 및 당원
- 당대표: 조원진
- 최고위원: 최민선(수석최고위원), 변성근, 송영진, 조시철, 김진영(지명직최고위원)
- 사무총장: 변해룡

## 역대 선거 결과

### 대통령 선거
| 연도   | 선거  | 후보자 | 득표     | 득표율         | 결과 | 당락 |
| ------ | ----- | ------ | -------- | -------------- | ---- | ---- |
| 2022년 | 20대  | 조원진 | 25,972표 | \| \| 0.07% \| | 6위  | 낙선 |
|        | 0.07% |        |          |                |      |      |

### 국회의원 선거
|  | 0% |

|  | 0.74% |

|  | 0% |

|  | 0% |

|  | 0.1% |

|  | 0% |

### 지방선거
|  | 0% |

|  | 0% |

|  | 0% |

|  | 0% |

## 같이 보기
- 박근혜 대통령 탄핵